# مایس لینهاس آئرئاس
مایس لینهاس آئرئاس (به انگلیسی: Mais Linhas Aéreas) یک شرکت هواپیمایی است که در تاریخ ۲۰۱۰ میلادی تأسیس شده و در تاریخ ۲۰۱۲ فعالیتش را آغاز کرده‌است. دفتر مرکزی مایس لینهاس آئرئاس در ریودو ژانیرو، برزیل واقع شده‌است و قطب این شرکت هواپیمایی در فرودگاه بین‌المللی ریو دوژانیرو گالیائو قرار دارد.